# 1981-es Formula–1 monacói nagydíj
A monacói nagydíj volt az 1981-es Formula–1 világbajnokság hatodik futama.

## Futam

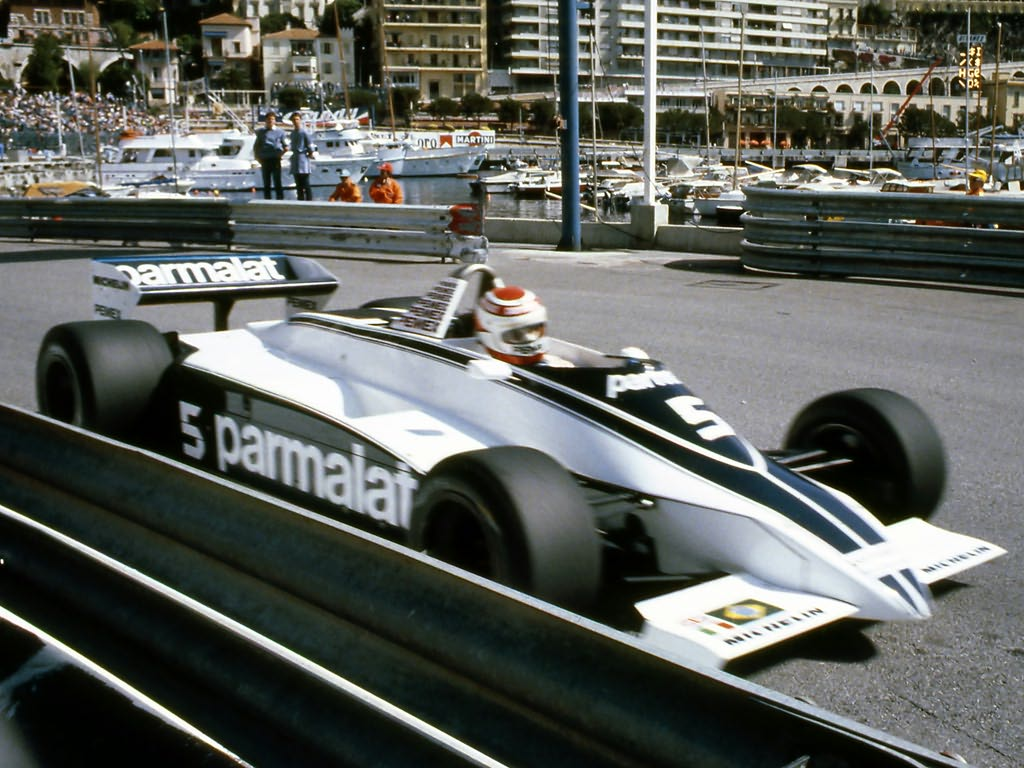
Nelson Piquet 1981-ben

Az első rajtkocka Piquet-é lett, Villeneuve második, a Lotusszal versenyző Nigel Mansell harmadik lett. A rajt után Andrea de Cesaris és Mario Andretti összeütközött, az élmezőnyben nem történt változás. Mansell a 16. körben a hátsó felfüggesztés miatt, majd Reutemann váltóhiba miatt esett ki. Alan Jones ezután felzárkózott az élen haladó Piquet és Villeneuve mögé. Az 53. körben a brazil a korlátnak ment, így számára véget ért a verseny. Jones ekkor az élre állt. A 67. körben az ausztrál versenyző a boxba hajtott technikai probléma miatt, és bár Villeneuve elé tudott visszajönni, a kanadai három körrel a futam leintése előtt megelőzte, és megnyerte a versenyt. Jones második, Laffite harmadik lett.
| Helyezés | #  | Versenyző             | Csapat/Motor    | Körök | Idő/Kiesés oka    | Rajthely | Pontszám |
| -------- | -- | --------------------- | --------------- | ----- | ----------------- | -------- | -------- |
| 1        | 27 | Gilles Villeneuve     | Ferrari         | 76    | 1:54:23,38        | 2        | 9        |
| 2        | 1  | Alan Jones            | Williams-Ford   | 76    | + 39,91           | 7        | 6        |
| 3        | 26 | Jacques Laffite       | Ligier-Matra    | 76    | + 1:29,24         | 8        | 4        |
| 4        | 28 | Didier Pironi         | Ferrari         | 75    | + 1 kör           | 17       | 3        |
| 5        | 3  | Eddie Cheever         | Tyrrell-Ford    | 74    | + 2 kör           | 15       | 2        |
| 6        | 14 | Marc Surer            | Ensign-Ford     | 74    | + 2 kör           | 19       | 1        |
| 7        | 33 | Patrick Tambay        | Theodore-Ford   | 72    | + 4 kör           | 16       |          |
| Kiesett  | 5  | Nelson Piquet         | Brabham-Ford    | 53    | Kicsúszás         | 1        |          |
| Kiesett  | 7  | John Watson           | McLaren-Ford    | 52    | Motorhiba         | 10       |          |
| Kiesett  | 4  | Michele Alboreto      | Tyrrell-Ford    | 50    | Ütközés           | 20       |          |
| Kiesett  | 23 | Bruno Giacomelli      | Alfa Romeo      | 50    | Ütközés           | 18       |          |
| Kiesett  | 15 | Alain Prost           | Renault         | 45    | Motorhiba         | 9        |          |
| Kiesett  | 2  | Carlos Reutemann      | Williams-Ford   | 33    | Váltó             | 4        |          |
| Kiesett  | 11 | Elio de Angelis       | Lotus-Ford      | 32    | Motorhiba         | 6        |          |
| Kiesett  | 16 | René Arnoux           | Renault         | 32    | Kicsúszás         | 13       |          |
| Kiesett  | 29 | Riccardo Patrese      | Arrows-Ford     | 29    | Váltó             | 5        |          |
| Kiesett  | 12 | Nigel Mansell         | Lotus-Ford      | 15    | Felfüggesztés     | 3        |          |
| Kiesett  | 30 | Siegfried Stohr       | Arrows-Ford     | 14    | Üzemanyagrendszer | 14       |          |
| Kiesett  | 8  | Andrea de Cesaris     | McLaren-Ford    | 0     | Ütközés           | 11       |          |
| Kiesett  | 22 | Mario Andretti        | Alfa Romeo      | 0     | Ütközés           | 12       |          |
| NK       | 20 | Keke Rosberg          | Fittipaldi-Ford |       |                   |          |          |
| NK       | 25 | Jean-Pierre Jabouille | Ligier-Matra    |       |                   |          |          |
| NK       | 6  | Héctor Rebaque        | Brabham-Ford    |       |                   |          |          |
| NK       | 21 | Chico Serra           | Fittipaldi-Ford |       |                   |          |          |
| NK       | 32 | Piercarlo Ghinzani    | Osella-Ford     |       |                   |          |          |
| NK       | 31 | Beppe Gabbiani        | Osella-Ford     |       |                   |          |          |
| NK       | 10 | Slim Borgudd          | ATS-Ford        |       |                   |          |          |
| NK       | 18 | Derek Daly            | March-Ford      |       |                   |          |          |
| NK       | 17 | Eliseo Salazar        | March-Ford      |       |                   |          |          |
| NK       | 35 | Brian Henton          | Toleman-Hart    |       |                   |          |          |
| NK       | 36 | Derek Warwick         | Toleman-Hart    |       |                   |          |          |

## A világbajnokság élmezőnyének állása a verseny után
| H  | Versenyzők        | Pont | H  | Konstruktőrök | Pont |
| -- | ----------------- | ---- | -- | ------------- | ---- |
| 1. | Carlos Reutemann  | 34   | 1. | Williams-Ford | 58   |
| 2. | Alan Jones        | 24   | 2. | Brabham-Ford  | 25   |
| 3. | Nelson Piquet     | 22   | 3. | Ferrari       | 17   |
| 4. | Gilles Villeneuve | 12   | 4. | Ligier-Matra  | 11   |
| 5. | Jacques Laffite   | 11   | 5. | Arrows-Ford   | 10   |
| 6. | Riccardo Patrese  | 10   | 6. | Lotus-Ford    | 8    |

## Statisztikák
Vezető helyen:
- Nelson Piquet: 53 (1-53)
- Alan Jones: 19 (54-72)
- Gilles Villeneuve: 4 (73-76)

Gilles Villeneuve 5. győzelme, Nelson Piquet 5. pole-pozíciója, Alan Jones 9. leggyorsabb köre.
- Ferrari 80. győzelme.